# Supergulp/Il Gruppo TNT
Supergulp/Il Gruppo TNT è un singolo discografico dell'Orchestra di Franco Godi e del Paki Ensemble, pseudonimo di Pasquale Andriola, Jona e il Coro di Paola Orlandi, pubblicato nel 1977.

## Descrizione
Supergulp era la prima sigla del programma televisivo SuperGulp! e di Buonasera con... Supergulp!. Scritto da Franco Godi, il brano riprende e sviluppa la sigla di Gulp!.
Sul lato b è incisa Il Gruppo TNT, sigla della serie animata a fumetti Alan Ford, scritta dagli stessi autori e incisa dal Paki Ensemble.
Esistono tre differenti stampe di copertina del 45 giri: la prima, pubblicata nell'aprile del 1977, mostra un diverso logo "SuperGulp" rispetto a quello televisivo. la seconda stampa pubblicata nel maggio dello stesso anno, mostra un ulteriore secondo logo "Supergulp"; la terza stampa di luglio mostra i personaggi di Alan Ford sul retro, con un differente logo "Il gruppo T.N.T." sul fronte e con il titolo del brano del lato B correttamente modificato in "Alan Ford e il gruppo T.N.T." sia sulla copertina sia sulla label.

## Tracce
Lato A
1. Supergulp – 1:41 (Franco Godi)

Lato B
1. Il Gruppo TNT – 2:30 (Franco Godi)

## Edizioni
Entrambi i brani sono stati inseriti nella compilation Orzowei, Supergulp e altri successi TV e numerose raccolte.